# 佐伯有一
佐伯 有一（さえき ゆういち、1923年2月11日- 1998年2月24日）は、日本の中国史学者。専門は東洋経済史（明代以降）、中国近現代史。

## 経歴
兵庫県生まれ。1950年東京大学文学部東洋史学専攻卒業、51年同大学院退学、東京大学東洋文化研究所助手、1957年東京都立大学 (1949-2011)助教授、1963年東大東洋文化研究所助教授、68年教授、74-76年所長。1983年定年退官、名誉教授、お茶の水女子大学教授、1988年川村学園女子大学教授。

## 著書・論文

### 単著
- 『中国の歴史 8 近代中国』（講談社 1975年）

### 共編著
- （濱下武志・上野章）『中国経済関係雑誌記事総目録』（東京大学東洋文化研究所附属東洋学文献センター, 1983年）

### 論文
（書評や雑文は除く）
- 「明代中国ニ於ケル物資ノ流通ト管理～華北河川下流地域ヲ中心ニ～」（東京帝国大学文学部東洋史学専攻提出卒業論文,1940年）
- 「明代ノ物資管理ト地方官僚～幾戸ヲ中心ニ～」（東京帝国大学文学部東洋史学専攻提出助手論文,1943年）
- （田中正俊）「十五世紀における福建の農民叛乱～1～」（『歴史学研究』167,1953年）
- 「抗日戦争中における雲南実態調査について」（『東洋文化研究所紀要』7,1955年）
- 「明前半期の幾戸」（『東洋文化研究所紀要』8,1956年）
- 「明代匠役制の崩壊と都市絹織物業流通市場の展開」（『東洋文化研究所紀要』10,1956年）
- 「明末の董氏の変」（『東洋史研究』16-1,1957年）
- 「中国の労働者についての研究ノート（中国特集）」（『東洋文化』32,1962年）
- 「1601年”織傭之変”をめぐる諸問題～1～」（『東洋文化研究所紀要』45,1968年）

### 著名な弟子
濱下武志、加藤祐三、信州大学の久保亨などがいる。